# Bucranium spinigerum
Bucranium spinigerum es una especie de Arachnida del género Bucranium, de la familia Thomisidae, del orden de las arañas. La caracterizan una coloración marrón rojizo en su cabeza y tórax.

## Distribución
Bucranium spinigerum se distribuye por Guatemala.

## Taxonomía
Fue descrita científicamente por Octavius Pickard-Cambridge en 1891. Fue publicado por primera vez en Arachnida. Araneida. In: Biologia Centrali-Americana, Zoology. London, número 1, entre las páginas 73 y 88 (1891).